# Calhoun County, Georgia
Calhoun County är ett county i sydvästra delen av delstaten Georgia. Den administrativa huvudorten (county seat) är Morgan och ligger cirka 310 km söder om delstatens huvudstad Atlanta, nära gränsen till delstaten Alabama.

## Geografi
Enligt United States Census Bureau har countyt en total area på 734 km². 726 km² av den arean är land och 9 km² är vatten.

### Angränsande countyn
- Terrell County - nordost
- Dougherty County - öst
- Baker County - sydost
- Early County - sydväst
- Clay County - väst
- Randolph County - nordväst

### Större städer och samhällen
- Arlington
- Edison
- Leary
- Morgan